# Тригия
Тригия (на гръцки: Τριγγία) е планина в Южен Пинд, източно от Чумерка. Името си носи по едноименния му най-висок връх (2204 m.). Със съседния планински масив Нераида (Νεράιδας, 2132 m.) се свързва посредством седловината Големи (Γκολέμι) (1700 m.), а с планинския дял Докими (Δοκίμι) чрез седловината Орти Петра (Ορθή Πέτρα или Кятра Броаста на армънски, 1400 m.). Други забележителни върхове в дяла са Дикорфо (Δίκορφο) или Μπισερτσάου (Бисерицау) (2096 m.), Беретула (Μπερετούλα)(2035 m.), Пицилус (Πιτσιλούς) (1917 m.), Плая (Πλαγιά) или Нгионали (Γκιόναλι) (1913 m.), както и Цацулис (Τσατσούλη) (1912 m.).
В Тригия има значителни елови гори, а на по-малка надморска височина преобладават светлолюбивите видове, като дъб, клен и ясен. При надморски височини над 1700 m. преобладават просторните алпийски ливади, където през летния период има редовна паша за скотовъдите. Многото извори в Тригия захранват редица от най-големите притоци от горното течение на Ахелой, както и Аспропотамос. Северните и източните склонове на планинския дял попадат във водосборния басейн на река Пиниос.
По склоновете на Тригия се намират селищата Елафи (Ελάφι), дем Кастания, Крания (Κρανιά) и Доляна (Δολιανά), Клинос (Κλεινός), Калогряни (Καλογριανή) и Палеохори. В местността Аниксиатика (Ανοιξιάτικα), на 1450 m се намира планински заслон с капацитет 35 души. В тази местност през 1999 г. е организиран 59-ият общогръцки туристически събор на Общогръцкия съюз на туристите и алпинистите. Районът е подходящ за туризъм и зимни спортове (ски).